# Martin Sherman (acteur)
Martin Sherman est un acteur américain né le 28 novembre 1966 à Evanston en Illinois.

## Filmographie

### Cinéma
- 2002 : Gangs of New York : Guy
- 2005 : Hooligans : Mitch
- 2005 : Le Tigre et la Neige : le soldat américain
- 2005 : Ambition : le guérisseur
- 2006 : Incubus : Orin Kiefer
- 2010 : Donne-moi ta main : Guy
- 2010 : The Empty Plan : Pavel
- 2011 : Captain America: First Avenger : l'assistant de Brandt
- 2012 : Chases and Fun Awesome Adventures Vol. Two: Races : Thomas et Percy
- 2018 : Another Day of Life : Luis Alberto et Nelson

### Télévision
- 2005 : Days That Shook the World : Orson Welles (1 épisode)
- 2008 : Adventures on Orsum Island (1 épisode)
- 2010-2015 : Thomas et ses amis : Thomas, Percy et Diesel (124 épisodes)
- 2013 : Liz Taylor et Richard Burton : Les Amants terribles : le journaliste
- 2015 : The Gamechangers : le journaliste
- 2015 : Doctor Who : un homme (1 épisode)

### Jeu vidéo
- 1994 : DreamWeb
- 1995 : Simon the Sorcerer II: The Lion, the Wizard and the Wardrobe
- 2003 : Conflict: Desert Storm II : l'officier américain
- 2004 : DRIV3R : voix additionnelles
- 2004 : Second Sight : voix additionnelles
- 2005 : TimeSplitters: Future Perfect : voix additionnelles
- 2005 : Juiced : Jack
- 2005 : Sniper Elite : voix additionnelles
- 2005 : Kameo: Elements of Power : voix additionnelles
- 2005 : Perfect Dark Zero : Killian
- 2005 : Pac-Man World 3 : Pac-Man et Blinky
- 2007 : Everybody's Golf 5 : Felipe
- 2007 : The Witcher : Radovid V et les gardes témériens
- 2008 : Haze : Caporal Watchstrap et autres personnages
- 2008 : So Blonde : un enfant
- 2008 : Crysis Warhead : un marin
- 2009 : IL-2 Sturmovik: Birds of Prey : voix additionnelles
- 2010 : Apache: Air Assault
- 2011 : Operation Flashpoint: Red River : les marines
- 2011 : Driver: San Francisco : voix additionnelles
- 2012 : Deponia : Wenzel et Gonzo
- 2013 : Crysis 3 : le sixième équipier
- 2014 : GRID Autosport
- 2014 : Sacred 3 : Z4ngri3f
- 2014 : Project Zero : La Prêtresse des Eaux noires
- 2014 : Little Big Planet 3 : Gustavo
- 2014 : The Crew
- 2015 : Lego Dimensions : voix additionnelles
- 2015 : Jerry McPartlin: Rebel with a Cause
- 2015 : Randal's Monday : Matt
- 2016 : Deponia Doomsday : Wenzel et Gondo
- 2016 : Homefront: The Revolution
- 2016 : Star Ocean: Anamnesis : Delacroix
- 2017 : Horizon Zero Dawn : Dekamin, Muns et Shahavad
- 2017 : Lego Marvel Super Heroes 2 : Spider-Man et Iron Fist
- 2017 : Star Wars Battlefront II : voix additionnelles
- 2018 : Lego Les Indestructibles
- 2018 : State of Mind : le médecin civil
- 2018 : Leisure Suit Larry: Wet Dreams Don't Dry : Kyle, Tuck et Atticus
- 2019 : Irony Curtain: From Matryoshka with Love : Carter
- 2019 : Garbage Pail Kids
- 2019 : Layers of Fear 2 : l'agent et le photographe
- 2019 : The Beast Inside : Nicholas et autres personnages
- 2019 : Terminator: Resistance : Alvin